# Mirtha Brock
Mirtha Brock Forbes (née le 9 avril 1970) est une athlète colombienne, spécialiste du sprint.

## Biographie

### Palmarès
| Date | Compétition                                      | Lieu           | Résultat | Épreuve   | Performance   |
| ---- | ------------------------------------------------ | -------------- | -------- | --------- | ------------- |
| 1994 | Championnats ibéro-américains                    | Mar del Plata  | 2e       | 100 m     | 11 s 78       |
| 1994 | Championnats ibéro-américains                    | Mar del Plata  | 1re      | 4 x 100 m | 44 s 87       |
| 1995 | Championnats d'Amérique du Sud                   | Manaus         | 2e       | 100 m     | 11 s 52       |
| 1995 | Championnats d'Amérique du Sud                   | Manaus         | 2e       | 4 x 100 m | 45 s 64       |
| 1995 | Championnats d'Amérique du Sud                   | Manaus         | 1re      | 4 x 400 m | 3 min 33 s 37 |
| 1995 | Championnats du monde                            | Göteborg       | 7e       | 4 x 100 m | 44 s 61       |
| 1995 | Jeux panaméricains                               | Mar del Plata  | 3e       | 4 x 100 m | 44 s 10       |
| 1995 | Jeux panaméricains                               | Mar del Plata  | 3e       | 4 x 400 m | 3 min 38 s 54 |
| 1996 | Championnats ibéro-américains                    | Medellín       | 2e       | 4 x 100 m | 44 s 17       |
| 1997 | Championnats d'Amérique du Sud                   | Mar del Plata  | 1re      | 4 x 100 m | 44 s 58       |
| 1997 | Championnats d'Amérique du Sud                   | Mar del Plata  | 1re      | 4 x 400 m | 3 min 36 s 71 |
| 1999 | Championnats d'Amérique du Sud                   | Bogota         | 2e       | 100 m     | 11 s 44       |
| 1999 | Championnats d'Amérique du Sud                   | Bogota         | 1re      | 4 x 400 m | 3 min 32 s 74 |
| 1999 | Jeux panaméricains                               | Winnipeg       | 5e       | 4 x 100 m | 43 s 86       |
| 1999 | Jeux panaméricains                               | Winnipeg       | 6e       | 4 x 400 m | 3 min 32 s 87 |
| 2000 | Championnats ibéro-américains                    | Rio de Janeiro | 3e       | 100 m     | 11 s 70       |
| 2000 | Championnats ibéro-américains                    | Rio de Janeiro | 1re      | 4 x 100 m | 44 s 81       |
| 2000 | Championnats ibéro-américains                    | Rio de Janeiro | 1re      | 4 x 400 m | 3 min 34 s 51 |
| 2002 | Championnats ibéro-américains                    | Guatemala      | 2e       | 4 x 100 m | 44 s 44       |
| 2002 | Championnats ibéro-américains                    | Guatemala      | 2e       | 4 x 400 m | 3 min 33 s 35 |
| 2003 | Championnats d'Amérique du Sud                   | Barquisimeto   | 2e       | 4 x 100 m | 44 s 67       |
| 2003 | Championnats d'Amérique du Sud                   | Barquisimeto   | 3e       | 4 x 400 m | 3 min 41 s 05 |
| 2007 | Championnats d'Amérique du Sud                   | São Paulo      | 2e       | 4 x 100 m | 44 s 68       |
| 2007 | Championnats d'Amérique du Sud                   | São Paulo      | 2e       | 4 x 400 m | 3 min 43 s 52 |
| 2008 | Championnats ibéro-américains                    | Iquique        | 1re      | 4 x 100 m | 44 s 89       |
| 2008 | Championnats ibéro-américains                    | Iquique        | 3e       | 4 x 400 m | 3 min 39 s 46 |
| 2008 | Championnats d'Amérique centrale et des Caraïbes | Cali           | 2e       | 4 x 100 m | 43 s 56       |

### Records
| Épreuve    | Performance | Lieu     | Date        |
| ---------- | ----------- | -------- | ----------- |
| 100 mètres | 11 s 43     | Medellín | 13 mai 2000 |